# Félix Auger-Aliassime
Félix Auger-Aliassime (* 8. August 2000 in Montreal, Québec) ist ein kanadischer Tennisspieler. Als Junior gewann er im Einzel und Doppel ein Junior-Grand-Slam-Turnier. Bei den Profis kam er bislang auf sieben Einzel- und einen Doppeltitel. Im November 2022 erreichte er Platz 6 der Weltrangliste.

## Leben
Félix Auger-Aliassime ist der jüngere Bruder von Malika Auger-Aliassime. Sein Vater Sam Aliassime kommt aus Togo, seine Mutter Marie Auger aus dem Gebiet Quebec in Kanada. Auger-Aliassime begann mit vier Jahren das Tennisspielen und ist seit Herbst 2014 Mitglied des Tennis Canada’s National Training Centre in Montreal. Mittlerweile liegt sein Wohnsitz in Monte-Carlo, Monaco.

## Karriere

### Bis 2016: Junior Tour und Anfänge bei den Profis
Auger-Aliassime gewann 2015 in seinem zweiten Junior-Jahr bei den US Open an der Seite von Denis Shapovalov den Titel der Doppelkonkurrenz. Mit selbigem gewann er außerdem den ersten Junior-Davis-Cup Titel für Kanada Ende des Jahres. 2016 erreichte er das Finale der Junioren bei den French Open, wo er Geoffrey Blancaneaux im Entscheidungssatz mit 6:8 unterlag. In Wimbledon erreichten die Kanadier Auger-Aliassime und Shapovalov erneut das Finale im Doppel, konnten gegen Kenneth Raisma und Stefanos Tsitsipas aber nicht erneut triumphieren. Bei den US Open erreichte er sein drittes Grand-Slam-Finale im Doppel, diesmal mit Benjamin Sigouin, sie verloren in zwei Sätzen. Im Einzel hingegen gelang ihm sein größter Erfolg, als er Miomir Kecmanović im Finale deutlich mit 6:3, 6:0 besiegen konnte, womit er auch auf Platz 2 der Weltrangliste aufstieg. Obwohl der Kanadier noch zwei Jahre als Junior spielen konnte, spielte er seit den US Open ausschließlich bei den Profis.
Félix Auger-Aliassime brach auf der Profi-Tour einige Rekorde. Er wurde mit 14 Jahren der bislang jüngste Spieler, der ein Match auf einem Turnier der ATP Challenger Tour gewann: Am 23. Juli 2015 gewann er beim Turnier von Granby in der ersten Runde gegen Andrew Whittington und in der zweiten gegen Darian King, ehe er gegen Yoshihito Nishioka verlor. Bereits im März 2015 qualifizierte er sich als jüngster Spieler überhaupt für ein Challenger-Turnier in Drummondville, musste dort jedoch wegen einer Bauchmuskelverletzung sein Erstrundenmatch absagen. Infolge seines Erfolges wurde er auch der jüngste Spieler, der jemals in die Top 800 einstieg (ATP 749). Zudem ist er der erste Spieler, der nach dem 1. Januar 2000 geboren wurde und sich im ATP-Ranking platzieren konnte.
Im Jahr 2016 gewann Auger-Aliassime auf der Challenger-Tour keine weiteren Matches. Auf der niedriger dotierten ITF Future Tour konnte er aber im Einzel und Doppel jeweils einen Titel gewinnen.

### 2017–2018: Vier Challenger-Titel
2017 gewann der Kanadier seinen ersten Titel auf der Challenger-Tour in Lyon. Im Finale besiegte er den Franzosen Mathias Bourgue in zwei Sätzen. Dank konstant guter Leistung inklusive seines zweiten Titels in Sevilla auf der Challenger Tour verbessert sich Auger-Aliassime im ATP-Ranking von Platz 595 (beste Platzierung im Jahr 2016) bis auf Platz 153 im Jahr 2017 (am 16. Oktober 2017).
In Budapest gewann Auger-Aliassime im Februar seinen ersten Challenger-Titel im Doppel. Beim ATP-Tour-500-Turnier in Rotterdam qualifizierte er sich zum ersten Mal für das Hauptfeld eines ATP-Turniers und verliert dort in drei Sätzen gegen Filip Krajinović. Kurz darauf qualifizierte er sich auch für das Hauptfeld des Masters in Indian Wells, gewann dort in der ersten Runde gegen Vasek Pospisil und somit sein erstes Match auf ATP-Ebene überhaupt. In der nächsten Runde verlor er gegen Landsmann Milos Raonic.
Die Titelverteidigung in Lyon bescherte ihm einen weiteren Rekord. Als jüngstem Spieler gelingt es ihm einen Titel auf der Challenger Tour verteidigen zu können. Bei den US Open qualifizierte sich Auger-Aliassime zum ersten Mal für das Hauptfeld eines Grand-Slam-Turniers und trat in der ersten Runde gegen seinen Landsmann und guten Freund Denis Shapovalov an. Nach zwei Sätzen muss Auger-Aliassime wegen den extrem feucht-heißen Bedingungen aus gesundheitlichen Gründen aufgeben. Im Oktober gewann er in Taschkent seinen vierten Challenger-Titel. Das Jahr konnte er auf Platz 109 abschließen.

### Seit 2019: Durchbruch auf der ATP-Tour

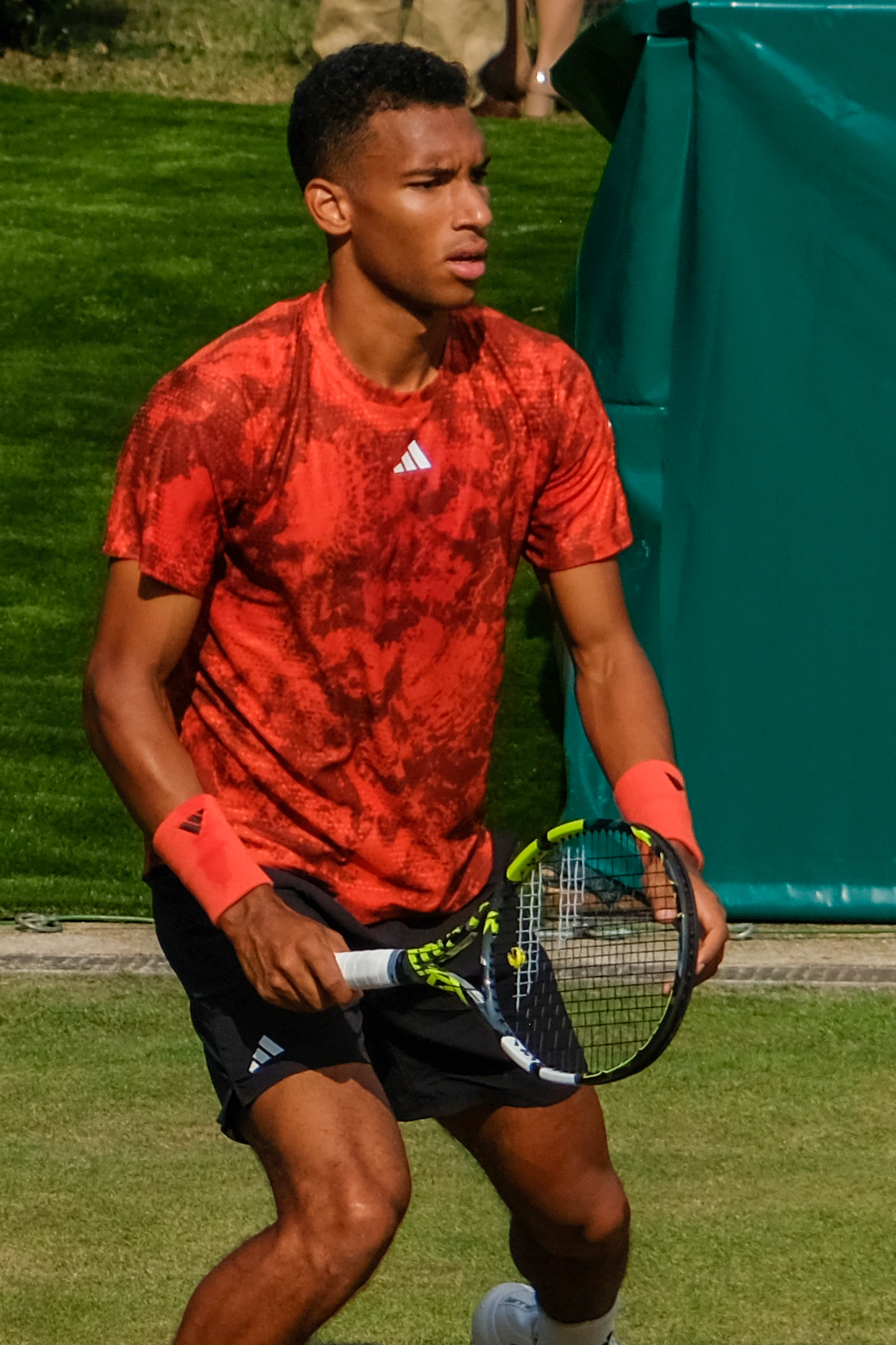
Felix Auger-Aliassime (2023)

Anfang 2019 gelang Auger-Aliassime ein Durchbruch in der Weltrangliste. In Rio de Janeiro erreichte er sein erstes Finale auf ATP-Ebene, wo er in zwei Sätzen an Laslo Đere scheiterte. Dennoch wurde er dadurch mit 18 Jahren zum jüngsten Finalisten eines ATP-500-Turniers der Geschichte und schaffte den erstmaligen Vorstoß in die Top 100. Weitere ATP-Punkte sammelte er bei den Brasil Open (Viertelfinale) und in Indian Wells (3. Runde), wo er mit Stefanos Tsitsipas zum ersten Mal einen Top-10-Spieler besiegen konnte. Dadurch verbesserte er sich im Ranking auf Platz 57.
Eine weitere Leistungssteigerung seiner Karriere lieferte er beim Masters in der Folgewoche in Miami ab. Er besiegt im Achtelfinale Roberto Bautista Agut (7:6, 7:6) und im Viertelfinale Borna Ćorić (7:6, 6:2). Zusammen mit den Matches in den Qualifikationsrunden waren das bereits sieben Siege in Folge und zudem feierte er den fünften Sieg in Serie gegen Top-20-Spieler. Dies bedeutete die Verbesserung auf Platz 33 der Weltrangliste und einen weiteren Rekord als jüngster Halbfinalist in der Geschichte des Turniers. Zudem wurde er damit drittjüngster Halbfinalist bei einem ATP-Masters-1000-Turnier. Im Halbfinale unterlag er John Isner.
Im weiteren Verlauf der Saison verbesserte er sich bis auf Platz 22 der Weltrangliste. Vor seinem Erstrundenmatch bei den French Open musste er verletzungsbedingt aufgeben. Nach einem gewonnenen Dreisatzspiel im Viertelfinale gegen den Rasenspezialisten Dustin Brown zog er kampflos ins Finale des ATP-Turniers in Stuttgart ein, da Landsmann Milos Raonic verletzungsbedingt nicht antreten konnte. Das Finale verlor er gegen Matteo Berrettini mit 11:13 im Tie-Break des zweiten Satzes. Auch die weiteren Rasenturniere verliefen erfolgreich für den Kanadier: im Londoner Queen’s Club kam er ins Halbfinale, in Wimbledon erreichte er erstmals die dritte Runde eines Grand-Slam-Turniers. Das erfolgreichste Turnier des restlichen Jahres war das Masters von Montreal, wo er bis ins Achtelfinale kam.
Im Februar 2020 stand Auger-Aliassime in Rotterdam und eine Woche später in Marseille zweimal nacheinander im Finale, verlor aber beide Male in zwei Sätzen. Bei den US Open kam er erstmals bei einem Grand-Slam-Turnier ins Achtelfinale, wo er sich nach einem knapp verlorenen ersten Satz dem späteren Turniersieger Dominic Thiem aber dann deutlich in drei Sätzen geschlagen geben musste. Nach dem Erstrundenaus bei den French Open kam er bei den beiden Turnieren von Köln einmal ins Finale und einmal ins Halbfinale. Im Doppel gewann er überraschend beim Masters von Paris-Bercy seinen ersten ATP-Titel – gemeinsam mit Hubert Hurkacz, mit dem er erst einmal zuvor im Doppel angetreten war. Gemeinsam besiegten sie dabei alle drei topgesetzten Paare des Turniers. Im Finale gegen Mate Pavić und Bruno Soares wehrten sie im zweiten Satz fünf Matchbälle ab, ehe sie den anschließenden Match-Tiebreak mit 10:2 gewinnen konnten.

### Davis Cup
Auger-Aliassime debütierte 2019 für die kanadische Davis-Cup-Mannschaft, als Kanada bis ins Finale kam. Allerdings bestritt er verletzungsbedingt dabei nur ein Spiel im Finale, das er gegen Roberto Bautista Agut verlor.

## Erfolge
| Legende (Anzahl der Siege) |
| Grand Slam                 |
| ATP Finals                 |
| ATP Tour Masters 1000 (1)  |
| ATP Tour 500 (3)           |
| ATP Tour 250 (4)           |
| ATP Challenger Tour (5)    |

| ATP-Titel nach Belag |
| Hartplatz (7)        |
| Sand (0)             |
| Rasen (0)            |

### Einzel

#### Turniersiege

##### ATP Tour
| Nr. | Datum            | Turnier     | Belag         | Finalgegner          | Ergebnis        |
| --- | ---------------- | ----------- | ------------- | -------------------- | --------------- |
| 1.  | 13. Februar 2022 | Rotterdam   | Hartplatz (i) | Stefanos Tsitsipas   | 6:4, 6:2        |
| 2.  | 16. Oktober 2022 | Florenz     | Hartplatz (i) | J. J. Wolf           | 6:4, 6:4        |
| 3.  | 23. Oktober 2022 | Antwerpen   | Hartplatz (i) | Sebastian Korda      | 6:3, 6:4        |
| 4.  | 30. Oktober 2022 | Basel (1)   | Hartplatz (i) | Holger Rune          | 6:3, 7:5        |
| 5.  | 29. Oktober 2023 | Basel (2)   | Hartplatz (i) | Hubert Hurkacz       | 7:63, 7:65      |
| 6.  | 11. Januar 2025  | Adelaide    | Hartplatz     | Sebastian Korda      | 6:3, 3:6, 6:1   |
| 7.  | 2. Februar 2025  | Montpellier | Hartplatz (i) | Aleksandar Kovacevic | 6:2, 6:77, 7:62 |

##### ATP Challenger Tour
| Nr. | Datum             | Turnier   | Belag     | Finalgegner     | Ergebnis       |
| --- | ----------------- | --------- | --------- | --------------- | -------------- |
| 1.  | 18. Juni 2017     | Lyon (1)  | Sand      | Mathias Bourgue | 6:4, 6:1       |
| 2.  | 9. September 2017 | Sevilla   | Sand      | Íñigo Cervantes | 6:74, 6:3, 6:3 |
| 3.  | 17. Juni 2018     | Lyon (2)  | Sand      | Johan Tatlot    | 6:73, 7:5, 6:2 |
| 4.  | 13. Oktober 2018  | Taschkent | Hartplatz | Kamil Majchrzak | 6:3, 6:2       |

#### Finalteilnahmen
| Nr. | Datum            | Turnier        | Belag         | Finalgegner        | Ergebnis      |
| --- | ---------------- | -------------- | ------------- | ------------------ | ------------- |
| 1.  | 24. Februar 2019 | Rio de Janeiro | Sand          | Laslo Đere         | 3:6, 5:7      |
| 2.  | 25. Mai 2019     | Lyon           | Sand          | Benoît Paire       | 4:6, 3:6      |
| 3.  | 16. Juni 2019    | Stuttgart (1)  | Rasen         | Matteo Berrettini  | 4:6, 6:711    |
| 4.  | 16. Februar 2020 | Rotterdam      | Hartplatz (i) | Gaël Monfils       | 2:6, 4:6      |
| 5.  | 23. Februar 2020 | Marseille (1)  | Hartplatz (i) | Stefanos Tsitsipas | 3:6, 4:6      |
| 6.  | 18. Oktober 2020 | Köln           | Hartplatz (i) | Alexander Zverev   | 3:6, 3:6      |
| 7.  | 7. Februar 2021  | Melbourne      | Hartplatz     | Daniel Evans       | 2:6, 3:6      |
| 8.  | 13. Juni 2021    | Stuttgart (2)  | Rasen         | Marin Čilić        | 6:72, 3:6     |
| 9.  | 20. Februar 2022 | Marseille (2)  | Hartplatz (i) | Andrei Rubljow     | 5:7, 6:74     |
| 10. | 5. Mai 2024      | Madrid         | Sand          | Andrei Rubljow     | 6:4, 5:7, 5:7 |
| 11. | 1. März 2025     | Dubai          | Hartplatz     | Stefanos Tsitsipas | 3:6, 3:6      |

### Doppel

#### Turniersiege

##### ATP Tour
| Nr. | Datum            | Turnier | Belag         | Partner        | Finalgegner             | Ergebnis           |
| --- | ---------------- | ------- | ------------- | -------------- | ----------------------- | ------------------ |
| 1.  | 8. November 2020 | Paris   | Hartplatz (i) | Hubert Hurkacz | Mate Pavić Bruno Soares | 6:73, 7:67, [10:2] |

##### ATP Challenger Tour
| Nr. | Datum            | Turnier  | Belag         | Partner     | Finalgegner                      | Ergebnis         |
| --- | ---------------- | -------- | ------------- | ----------- | -------------------------------- | ---------------- |
| 1.  | 11. Februar 2018 | Budapest | Hartplatz (i) | Nicola Kuhn | Marin Draganja Tomislav Draganja | 2:6, 6:2, [11:9] |

#### Finalteilnahmen
| Nr. | Datum         | Turnier | Belag | Partner        | Finalgegner                | Ergebnis  |
| --- | ------------- | ------- | ----- | -------------- | -------------------------- | --------- |
| 1.  | 20. Juni 2021 | Halle   | Rasen | Hubert Hurkacz | Kevin Krawietz Horia Tecău | 6:74, 4:6 |

## Abschneiden bei Grand-Slam-Turnieren

### Herreneinzel
| Turnier         | 2017 | 2018 | 2019 | 2020 | 2021 | 2022 | 2023 | 2024 | 2025 | Karriere |
| --------------- | ---- | ---- | ---- | ---- | ---- | ---- | ---- | ---- | ---- | -------- |
| Australian Open | —    | —    | Q2   | 1    | AF   | VF   | AF   | 3    | 2    | VF       |
| French Open     | —    | Q2   | —    | 1    | 1    | AF   | 1    | AF   | 1    | AF       |
| Wimbledon       | —    | —    | 3    |      | VF   | 1    | 1    | 1    | 2    | VF       |
| US Open         | Q2   | 1    | 1    | AF   | HF   | 2    | 1    | 1    |      | HF       |

Zeichenerklärung: S = Turniersieg; F, HF, VF, AF = Einzug ins Finale / Halbfinale / Viertelfinale / Achtelfinale; 1, 2, 3 = Ausscheiden in der 1. / 2. / 3. Hauptrunde; Q1, Q2, Q3 = Ausscheiden in der 1. / 2. / 3. Qualifikationsrunde; nicht ausgetragen

### Junioreneinzel
| Turnier         | 2015 | 2016 | Karriere |
| --------------- | ---- | ---- | -------- |
| Australian Open | —    | AF   | AF       |
| French Open     | —    | F    | F        |
| Wimbledon       | —    | VF   | VF       |
| US Open         | 2    | S    | S        |

### Juniorendoppel
| Turnier         | 2015 | 2016 | Karriere |
| --------------- | ---- | ---- | -------- |
| Australian Open | —    | 1    | 1        |
| French Open     | —    | AF   | AF       |
| Wimbledon       | —    | F    | F        |
| US Open         | S    | F    | S        |